# 油葉石櫟
（學名：Lithocarpus konishii）又名小西氏石櫟、細葉杜仔、油葉杜仔、堅仔，是壳斗科柯属的植物，分布於臺灣與海南島，海拔300米至600米的山地常绿阔叶林，目前尚未由人工引种栽培。模式標本由植物學家小西成章於1906年在南臺灣採集，種小名即以其姓為名。
油叶柯是一种比较稀少的植物，在中国被列为易危受保护。它最高可以达5米，茎木质，上面有密集的灰白色的短毛，毛呈丝绒光泽。油叶柯的叶子很厚，呈椭圆形或者卵形，叶子的背面也有毛。叶子长四至九厘米，宽一至四厘米。
油叶柯每年四月至八月开花，要到一年后七月至十月果实才成熟。果实有一层坚硬的壳，高一至两厘米，宽二至三厘米，棕色。